# Lijst van graven van Chalon
De streek van Chalon, Cabillonensis ager, werd ten tijde van Julius Caesar bevolkt door Ambarri en de Zediones, volken die behoorden tot de Eduenzen. Onder keizer Honorius werd het gebied ondergebracht bij Lugdunum primum. Na het Romeinse bewind volgde het bewind der Bourgondiërs. De hoofdstad die Cabilloinim, Cabillo, en ook Cabillumnum, Cabillunum, Caballinum en Calallodunum werd genoemd, werd onder het Romeinse bewind beschouwd als de tweede stad van de streek van Lyon. De streek van Chalon bestaat uit twee delen, gescheiden door de Saône. Het ene deel is het eigenlijke Chalon, het andere Bresse châlonnaise, bestaat uit de kasselrijen Cuiseri en Sagi, die in 1289 door Amadeus V van Savoye afgestaan werden aan Robert II van Bourgondië, in ruil voor een gebied in en rond Bresse. Ten tijde van de erfelijke graven, omvatte het gebied ook Charolais. De koningen van Bourgondië verbleven veel in Chalon. Gontram had er zijn paleis, riep er concilies samen en stierf er. De Vandalen keerden de stad volledig om in de 5e eeuw. Chramnus, de zoon van koning Chlotarius I overmeesterde de stad in de 6e eeuw en in de 8e eeuw koelden de Saracenen er hun woede.
De eerste graven van Chalon waren afzetbaar en sommigen van hen waren ook graaf van Mâcon en van een deel van Charolais.

## Niet-erfelijke graven
- 760-819 : Warinus I van Auvergne
- 819-834 +
- 839-853 : Warinus II van Auvergne, oudste zoon
- 853-858 : Diederik, broer
- 858-863 : Humfried van Gothia (usurpator)
- 863-877 : Raculfus
- 877-887 : Bosso van Provence
- 887-918 : Manasses I van Chalon, schoonzoon
- 918/936-956 : Giselbert van Chalon, zoon
- 956-968 : Robert I van Meaux, schoonzoon

## Huis Autun
- 968-978 : Lambert I, schoonzoon
- 978-987 : Adelheid, echtgenote, en Godfried I van Anjou
- 987-1039 : Hugo I, zoon Adelheid en Lambert I

## Huis Semur
- 1039-1065 : Theobald, neef
- 1039-1078 : Hugo II, zoon
- 1078-1080 : Adelheid, zuster

## Huis Thiers
Door het huwelijk van Adelheid met Willem III van Thiers († ca. 1080) kwam Chalon in het huis Thiers.
- 1080-1112 : Gwijde van Thiers († ca. 1112), zoon
- 1113-1150 : Willem I van Chalon († ca. 1150), zoon
- 1150-1174 : Willem II van Chalon († 1174), zoon
- 1174-1190 : Willem III van Chalon († ca. 1190)
- 1190-1227 : Beatrix van Chalon (1174-1227, dochter

## Huis Bourgondië
- 1227-1237 : Jan I, zoon.

## Einde van het graafschap Chalon
Jan I van Chalon verruilt in 1237 met Hugo IV van Bourgondië de graafschappen Chalon en Auxonne (geërfd van zijn ouders en deel van Bourgondië) tegen verschillende heerlijkheden: Salins (toentertijd de tweede stad van het hertogdom Bourgondië), Belvoir, Vuillafans, Ornans, Montfaucon, Arlay, het kasteel Clées in Vaud, Chaussin en Orgelet. Zijn zoon Hugo (1220-1266) wordt paltsgraaf van Bourgondië door zijn huwelijk met Adelheid van Bourgondië.